# 불후의 명작 (드라마)
《불후의 명작》은 2012년 3월 17일부터 2012년 5월 20일까지 방송되었던 텔레비전 드라마다.
한편, 이 작품은 당초 《총각네 야채가게》후속 수목극으로 기획됐으나 갑작스럽게 토일드라마로 편성이 변경됐다.

## 등장 인물

### 주요 인물
- 박선영 : 황금희 역
- 한재석 : 김성준 역
- 이하늬 : 서영주 역
- 고윤후 : 오건우 역

### 그 외 인물
- 고두심 : 박계향 역
- 임예진 : 강산해 역
- 백윤식 : 황영철 역
- 신승환 : 황금호 역
- 여희구 : 황보람 역
- 알렉산더 : 알렉산더 역
- 최종환 : 김현명 역
- 김선경 : 최진미 역
- 김병기 : 서돈만 역
- 조정은 : 어린 강산해 역
- 곽진영 : 김 실장 역
- 정종준 : 만재 아제 역
- 장정희 : 숙자 역
- 한민채 : 윤이 역
- 양현태

## 시청률
| 2012년 | 2012년   | 2012년         |
| 회차   | 방송일   | AGB닐슨 시청률 |
| ------ | -------- | -------------- |
| 제1회  | 3월 17일 | 0.567%         |
| 제2회  | 3월 18일 | 0.656%         |
| 제3회  | 3월 24일 | 0.739%         |
| 제4회  | 3월 25일 | 0.636%         |
| 제5회  | 3월 31일 | 0.457%         |
| 제6회  | 4월 1일  | 0.822%         |
| 제7회  | 4월 7일  | 0.748%         |
| 제8회  | 4월 8일  | 0.811%         |
| 제9회  | 4월 14일 | 0.521%         |
| 제10회 | 4월 15일 | 0.731%         |
| 제11회 | 4월 21일 | 0.742%         |
| 제12회 | 4월 22일 | 0.977%         |
| 제13회 | 4월 28일 | 0.679%         |
| 제14회 | 4월 29일 | 0.557%         |
| 제15회 | 5월 5일  | 0.701%         |
| 제16회 | 5월 6일  | 0.799%         |
| 제17회 | 5월 12일 | 0.501%         |
| 제18회 | 5월 13일 | 0.763%         |
| 제19회 | 5월 19일 | 0.604%         |
| 제20회 | 5월 20일 | 0.816%         |